# Abusejo
Abusejo là một đô thị ở tỉnh Salamanca, phía tây Tây Ban Nha, cộng đồng tự trị Castile-Leon. Dân số năm 2008 là 244 người. Đô thị Abusejo có diện tích 23,10 km², nằm ở khu vực có độ cao 845 mét trên mực nước biển.

## Biến động dân số
Biến động dân số Abusejo thế kỷ 20.